# Partit Proverista
El Partit Proverista va ser un partit polític creat a Espanya durant la Transició Espanyola a la dècada de 1970. L'ideòleg del proverisme va ser l'advocat Manuel Maysounave, nascut a Osuna (província de Sevilla) el 1929, encara que establert a Vitòria (Àlaba) el 1958, ciutat des de la que va dirigir el seu moviment polític. Un altre cap destacat del proverisme fou Adolfo Sainz Lastra. Els principals postulats del proverisme van ser veritat, corresponsabilitat, mèrit i missió. De fet el terme pro-verisme procedeix d'estar a favor de la veritat. La seva ideologia era de difícil classificació des dels prismes polítics convencionals, encara que se solia considerar com un partit conservador influenciat en certs aspectes pel carlisme de l'època.
Durant la dictadura Maysounave va tenir problemes amb les autoritats franquistes que li van arribar a retirar la seva llicència com advocat. El 1976 Maysounave va publicar el llibre Partit Proverista en el que exposava el seu pensament polític. El Partit Proverista va ser legalitzat el 17 de febrer de 1977. La seva seu estava en Vitòria (País Basc), encara que es tractava d'un partit d'àmbit estatal. El partit tenia estructura federal i el seu president era el mateix Maysounave. El Partit Proverista era partidari de la creació d'una regió autònoma que englobés el País Basc, Navarra i La Rioja. Es va presentar a les eleccions generals espanyoles de 1977 (4.590 vots), 1979 (4.939 vots), 1982 (168 vots), 1986 (756 vots) i 1989 (245 vots), obtenint resultats molt discrets. Això va donar motiu a que el moviment es dissolgués.